# Panama Canal Railway
| Dampflokomotive in Miraflores (1907) |                      |                                           |                                           |
| Strecke in violett, Atlantik links oben und Pazifik rechts unten |                      |                                           |                                           |
| Streckenlänge: | 76,6 km              |                                           |                                           |
| Spurweite: | 1435 mm (Normalspur) |                                           |                                           |
| |                      |                                           |                                           |
| \| \| \| Colón Manzanillo Container Terminal \| \| \| \| \| Colón Estación de Pasajeros del Atlántico \| \| \| \| \| \| \| \| \| \| Colón Cristobal Container Terminal \| \| \| \| \| Gatúnsee und Gatún Fluss \| \| \| \| \| Río Chagres \| \| \| \| \| Panamericana \| \| \| \| \| Miraflorestunnel \| \| \| \| \| Corozal Estación de Pasajeros \| \| \| \| \| Balboa Container Terminal \| \| |                      |                                           |                                           |
| Betriebs-/Güterbahnhof Streckenanfang |                      | Colón Manzanillo Container Terminal       | Colón Manzanillo Container Terminal       |
| Kopfbahnhof Streckenanfang · Strecke |                      | Colón Estación de Pasajeros del Atlántico | Colón Estación de Pasajeros del Atlántico |
| Strecke nach links · Abzweig geradeaus und von rechts |                      |                                           |                                           |
| Betriebs-/Güterbahnhof Streckenanfang und quer · Abzweig geradeaus und von rechts |                      | Colón Cristobal Container Terminal        | Colón Cristobal Container Terminal        |
| Brücke über Wasserlauf |                      | Gatúnsee und Gatún Fluss                  | Gatúnsee und Gatún Fluss                  |
| Brücke über Wasserlauf |                      | Río Chagres                               | Río Chagres                               |
| Strecke mit Straßenbrücke |                      | Panamericana                              | Panamericana                              |
| Tunnel |                      | Miraflorestunnel                          | Miraflorestunnel                          |
| Bahnhof |                      | Corozal Estación de Pasajeros             | Corozal Estación de Pasajeros             |
| Betriebs-/Güterbahnhof Streckenende |                      | Balboa Container Terminal                 | Balboa Container Terminal                 |

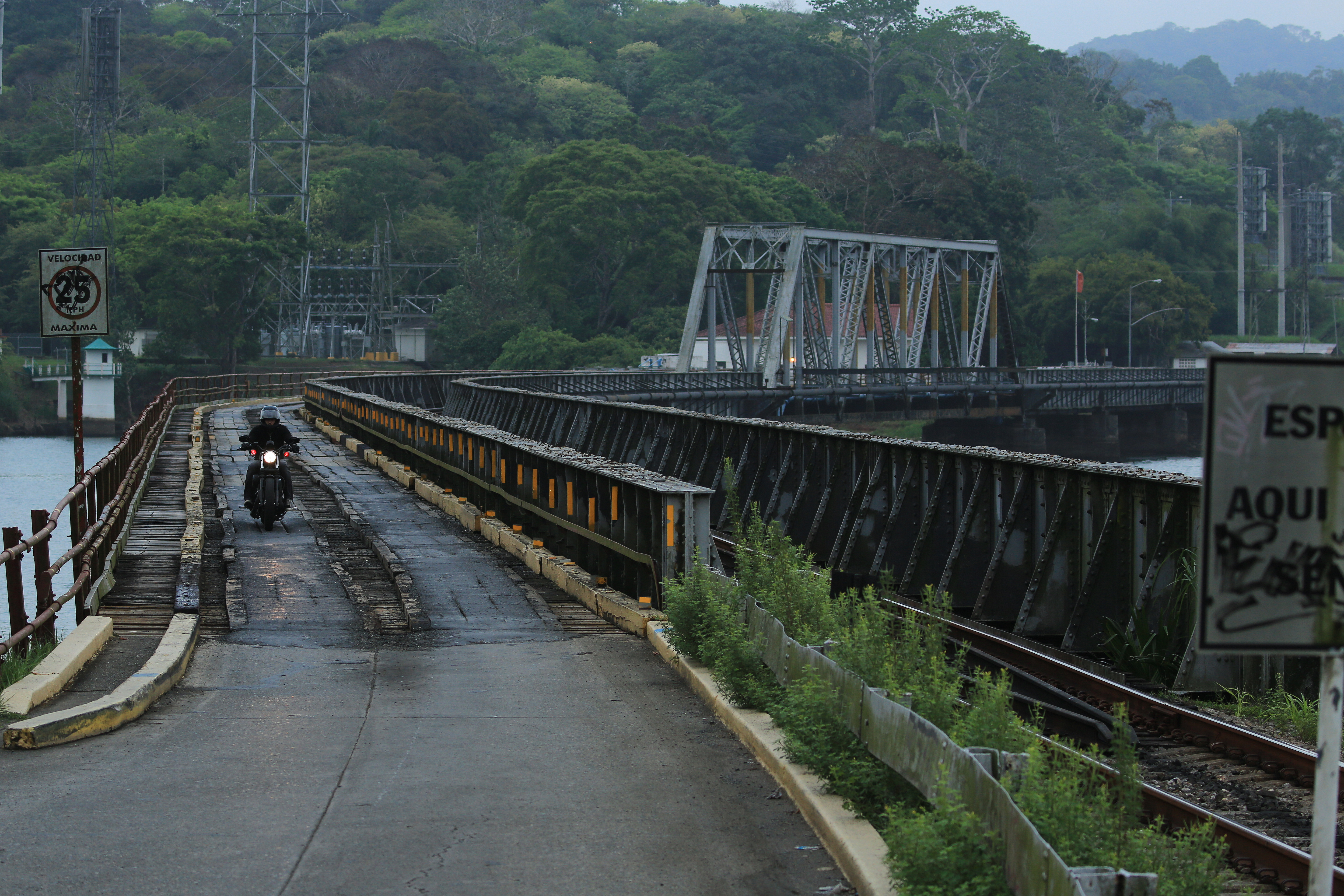
Brücke über den Río Chagres

Die Panama Canal Railway (Panama Railroad) ist eine eingleisige, nicht elektrifizierte Bahnstrecke in Panama zwischen Colón (am Atlantik) und Balboa bei Panama-Stadt (am Pazifik), die von der Panama Canal Railway Company betrieben wird. Hauptumschlaggut sind Container, die zwischen der Atlantikküste und der Küste des Landes am Pazifik transportiert werden. Bei niedrigem Wasserstand im Kanal kann der Tiefgang großer Hochsee-Containerschiffe auf das erforderliche Maß verringert werden, indem ein Teil ihrer Ladung auf Züge verladen wird und so den Isthmus auf der Bahnstrecke quert. Dort verkehrte eine Personenzugverbindung  morgens von Balboa nach Colón und abends zurück (Mo–Fr); diese Zugkomposition wird tagsüber auch weiterhin für Sonderfahrten im Tourismus eingesetzt. Der öffentliche Personenverkehr wurde aber 2021 weitgehend eingestellt. Die Bahnstrecke verläuft östlich des Panamakanals und ist nicht an andere Bahnsysteme angebunden, ist also bahntechnisch ein Inselbetrieb.

## Betreiber
Die Panama Canal Railway Company ist zu je 50 % im Besitz des Holdingunternehmen Kansas City Southern und der Mi-Jack Products Inc., eines Herstellers von Kränen zum Containerumschlag. Das Gemeinschaftsunternehmen erhielt 1998 eine Konzession des Staats Panama für die Instandsetzung und den Betrieb der Panama Canal Railway für 25 Jahre einschließlich Verlängerungsoption um weitere 25 Jahre. Anfang April 2025 wurde der Verkauf der Bahngesellschaft an APM Terminals, einem Tochterunternehmen von A. P. Møller-Mærsk bekanntgegeben.

## Fahrzeuge
Das Unternehmen besitzt zehn Electro-Motive Diesel F40PH Diesellokomotiven. Der einzige Personenzug besteht aus fünf historischen Großraumwagen mit je einer offenen Plattform sowie einem Panoramawagen und hat eine F40-Lokomotive an jedem Ende. Der Containerverkehr wird mit Doppelstock-Containertragwagen gefahren. Daneben gibt es noch Schienenfahrzeuge für den Baustellenverkehr.

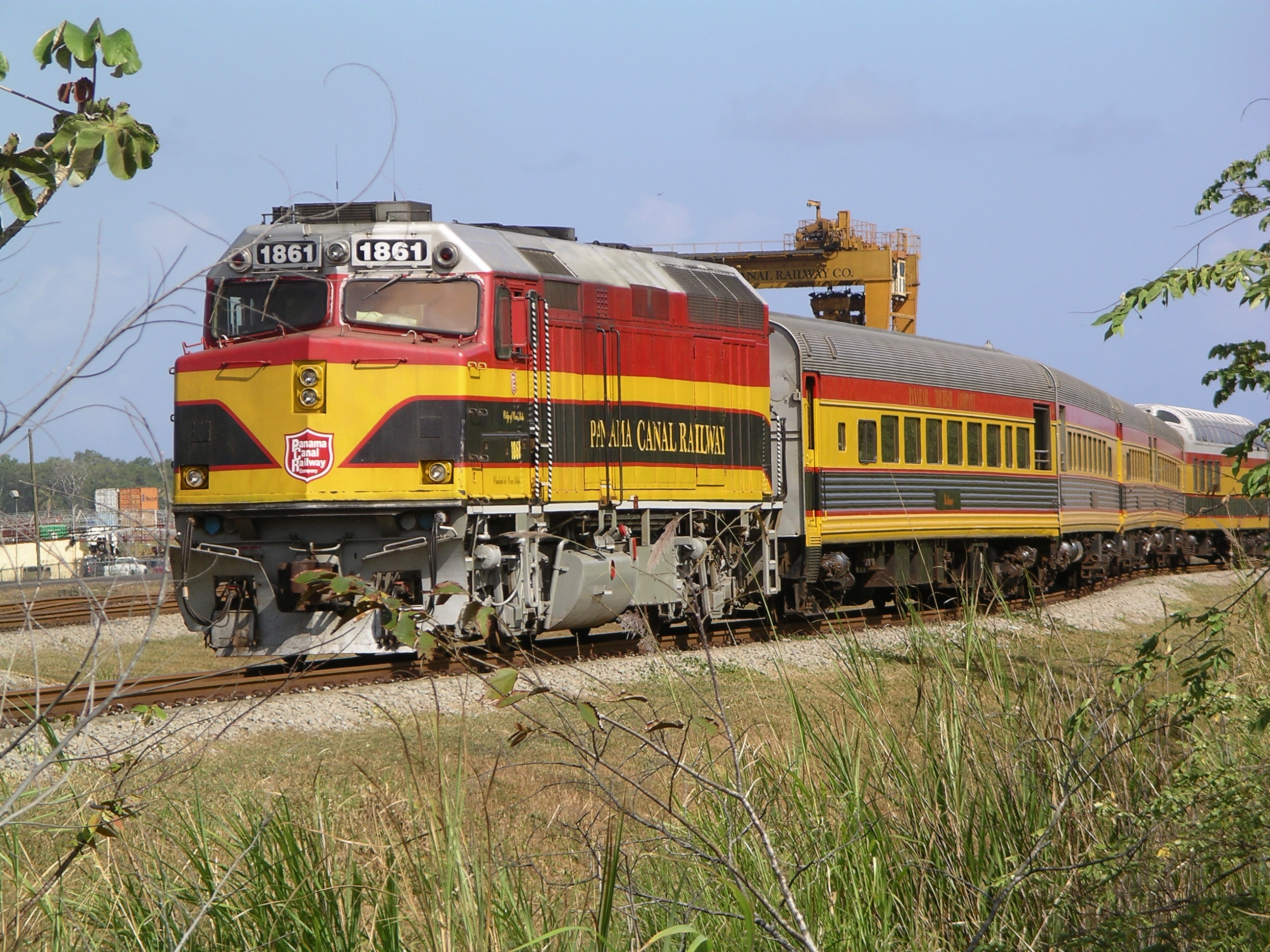
EMD F40PH Diesellokomotive vor Personenzug
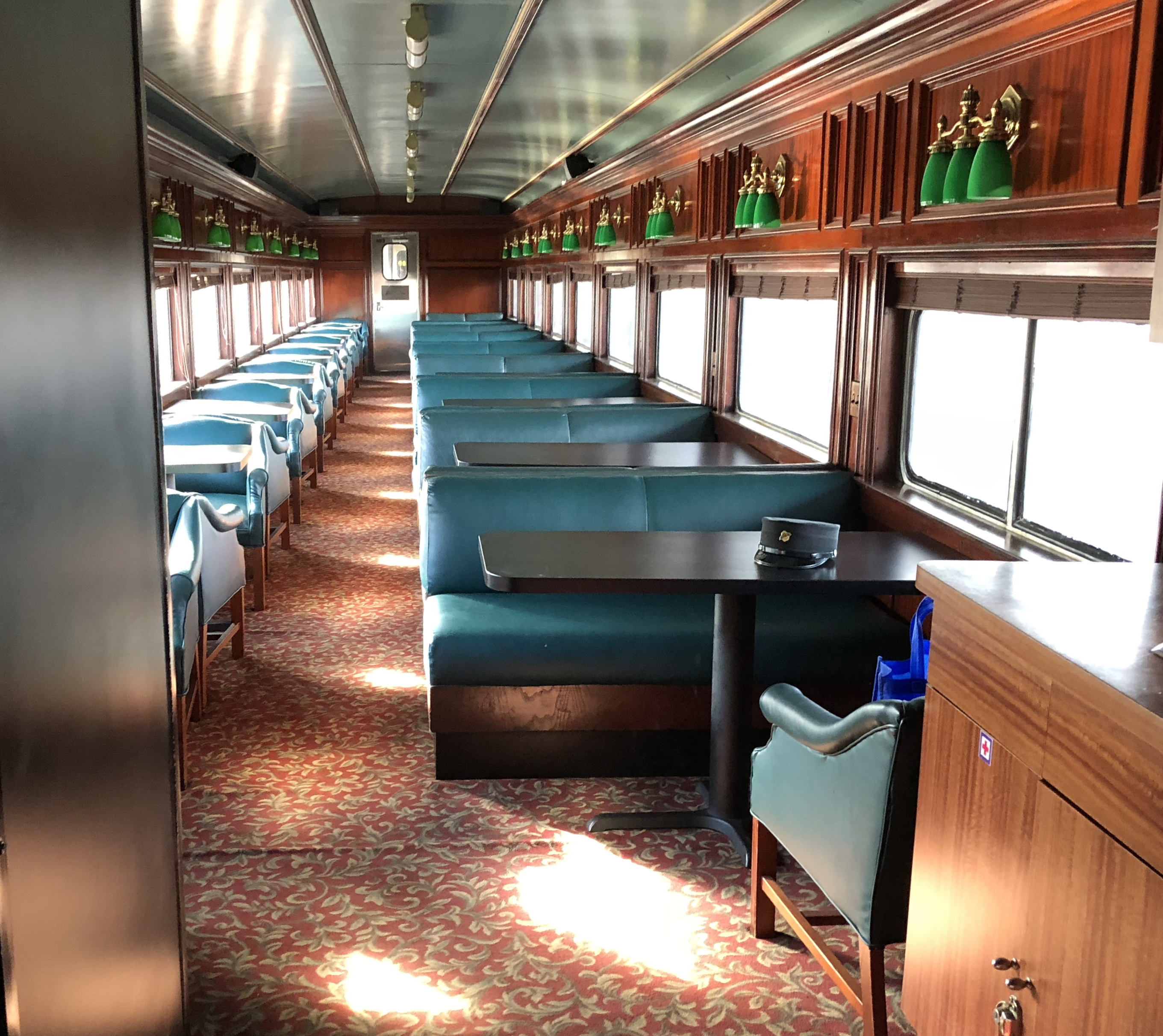
Inneneinrichtung eines Personenwagens
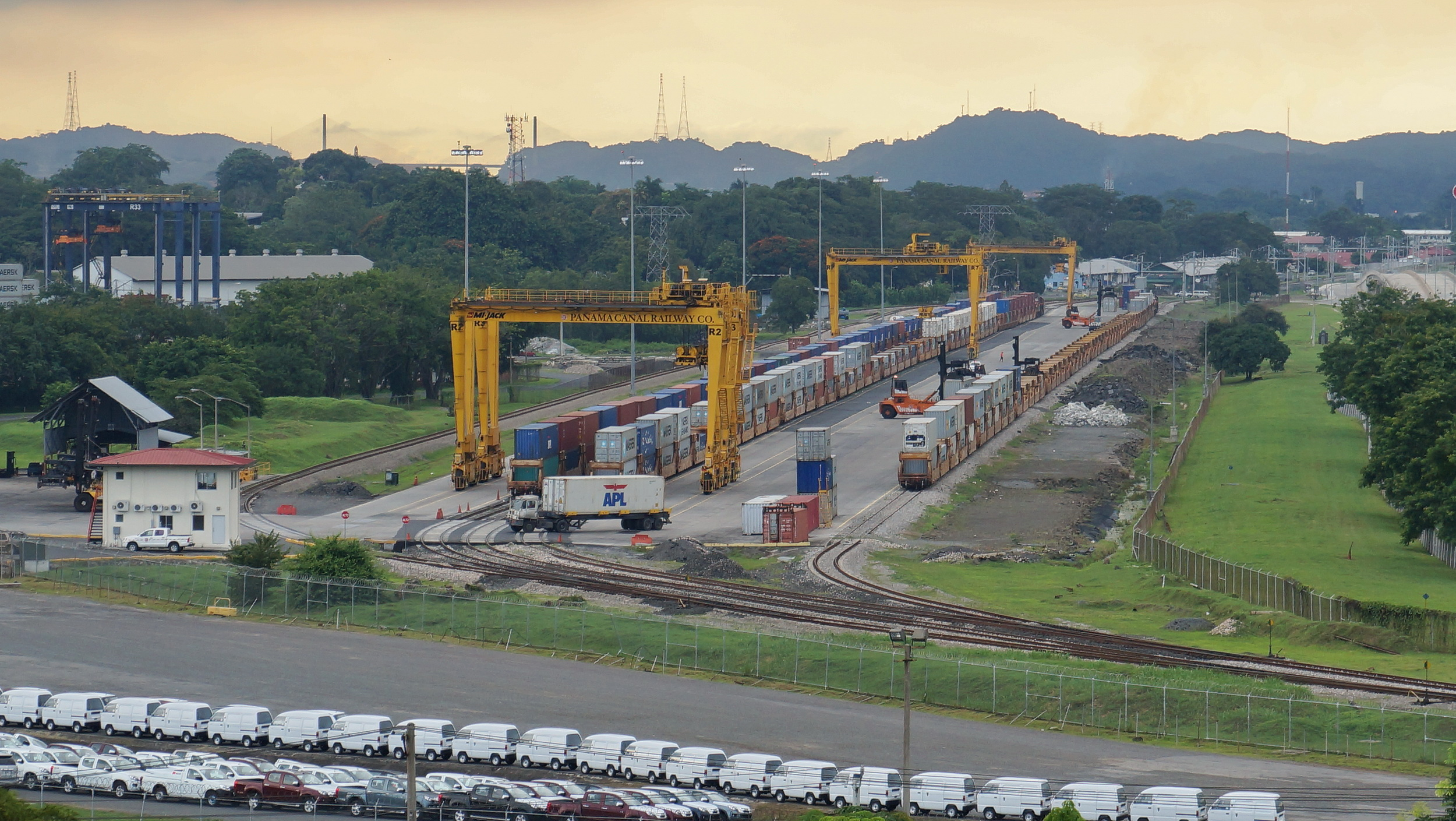
Containerterminal an der Pazifikseite mit Doppelstock-Containerwagen

## Geschichte

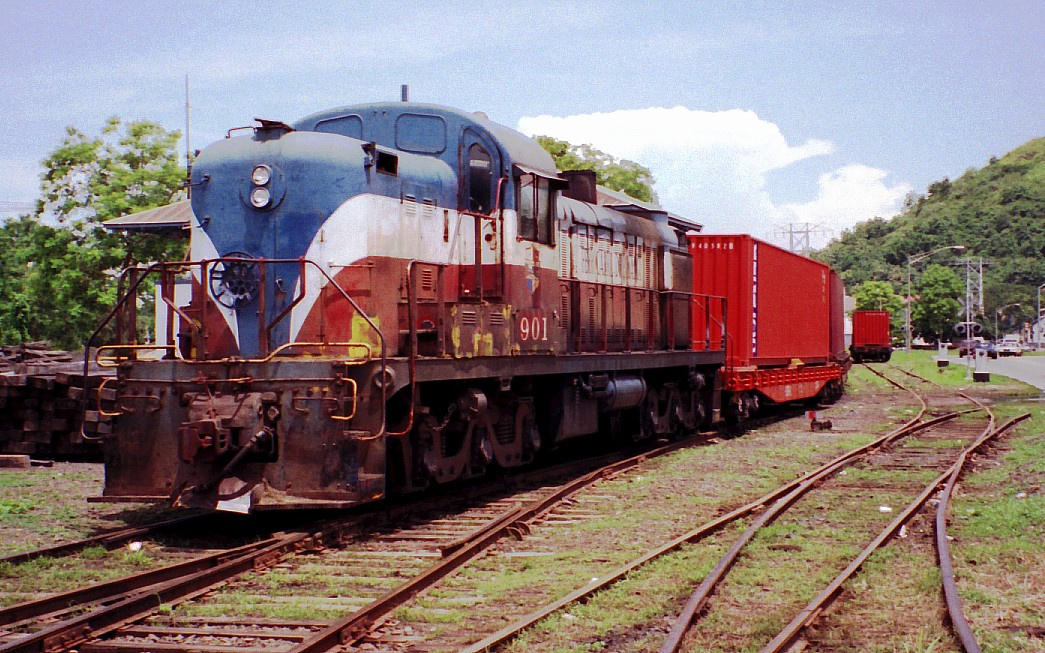
Breitspur-Diesellokomotive (1992)

Die erste Strecke wurde 1855 eröffnet. Der Bau erfolgte unter sehr schwierigen Umständen, es kamen etwa 5.000 bis 10.000 Arbeiter ums Leben, vor allem durch Krankheiten.
Durch den Bau des Panamakanals und damit verbunden der Aufstauung des Gatúnsees (1907 bis 1913) wurde eine Änderung der Linienführung nötig.
Im Jahr 2001 wurde die Strecke komplett erneuert und dabei von Breitspur (1524 mm) auf Normalspur (1435 mm) umgebaut. Dazu wurden auch gebrauchte Normalspur-Diesellokomotiven angeschafft und der einzige Tunnel bei Miraflores so erweitert, dass doppelstöckige Containerbeförderung möglich wurde. Betonschwellen verhindern Termitenfraß an den Schwellen.

## Film
- Susanne Mayer-Hagmann: Am Kanal entlang – Eisenbahn in Panama. D, 2016, 43 Min., aus der Reihe Eisenbahn-Romantik des SWR, Folge 904 (auch zu den beidseitig angebrachten japanischen Zahnradlokomotiven an den Schleusenanlagen (Treidelloks, Mulas), zur Panama Railroad und dem Bahn-Museum Museo del Canal Interoceánico de Panamá im ehemaligen Hauptquartier der Baufirmen des Kanals)